# Nagyhuta
Nagyhuta (slovaque : Vel'ká Huta) est un village et une commune du comitat de Borsod-Abaúj-Zemplén en Hongrie.